# Euagassiceras
Az Euagassiceras a fejlábúak (Cephalopoda) osztályának fosszilis Ammonitida rendjébe, ezen belül az Arietitidae családjába tartozó nem.

## Tudnivalók
Az Euagassiceras-fajok a kora jura kor közepén, azaz a sinemuri nevű korszak alatt éltek, mindegy 196,5-189,6 millió évvel ezelőtt.
Maradványaikat a következő országokban találták meg: Argentína, az Egyesült Királyság és Németország.

## Rendszerezés
A nembe az alábbi 3-4 faj tartozik (meglehet, hogy a lista hiányos):
- Euagassiceras donovani Guérin-Franiatte, 1966
- Euagassiceras resupinatum (C.T. Simpson, 1842)
- Euagassiceras spinaries (Quenstedt, 1858)
- Euagassiceras subsauzeanum Erben, 1956